# Yesterday (мини-альбом)
Yesterday — мини-альбом (EP), выпущенный группой «Битлз» 4 марта 1966 года. Данный альбом стал одиннадцатым мини-альбомом в официальной дискографии группы и был выпущен лишь в моно-версии (номер по каталогам — GEP 8948). Кроме Великобритании альбом был выпущен также в Португалии, Франции, Ирландии, Испании, Бразилии и Мексике (французское и мексиканское издание вышли с несколько отличным набором композиций: во французскую версию вместо «You Like Me Too Much» вошла песня «The Night Before», а в мексиканском издании вместо «You Like Me Too Much» звучала песня «I’ve Just Seen a Face»).
В альбом вошли четыре песни «Битлз», уже выпущенные на студийном альбоме «Help!». Достаточно необычно, что в каждой из песен мини-альбома партия основного вокала исполнялась разными участниками группы. Фотографию для обложки альбома выполнил фотограф Роберт Уайтекер. Дата выхода альбома совпала с датой скандального заявления Джона Леннона о том, что «мы сейчас популярнее Иисуса».

## Список композиций
Сторона «А»
1. «Yesterday» — 2:03 (Леннон — Маккартни)
2. «Act Naturally» — 2:29 (Джонни Расселл, Вони Моррисон)

Сторона «Б»
1. «You Like Me Too Much» — 2:35 (Джордж Харрисон)
2. «It’s Only Love» — 1:55 (Леннон — Маккартни)

## Участие в британском чарте мини-альбомов
- Дата вхождения в чарт: 12 марта 1966
- Высшая позиция: 1 (на протяжении 6 недель с 26 марта 1966)
- Всего времени в чарте: 13 недель[1]